# Ciencias ambientales

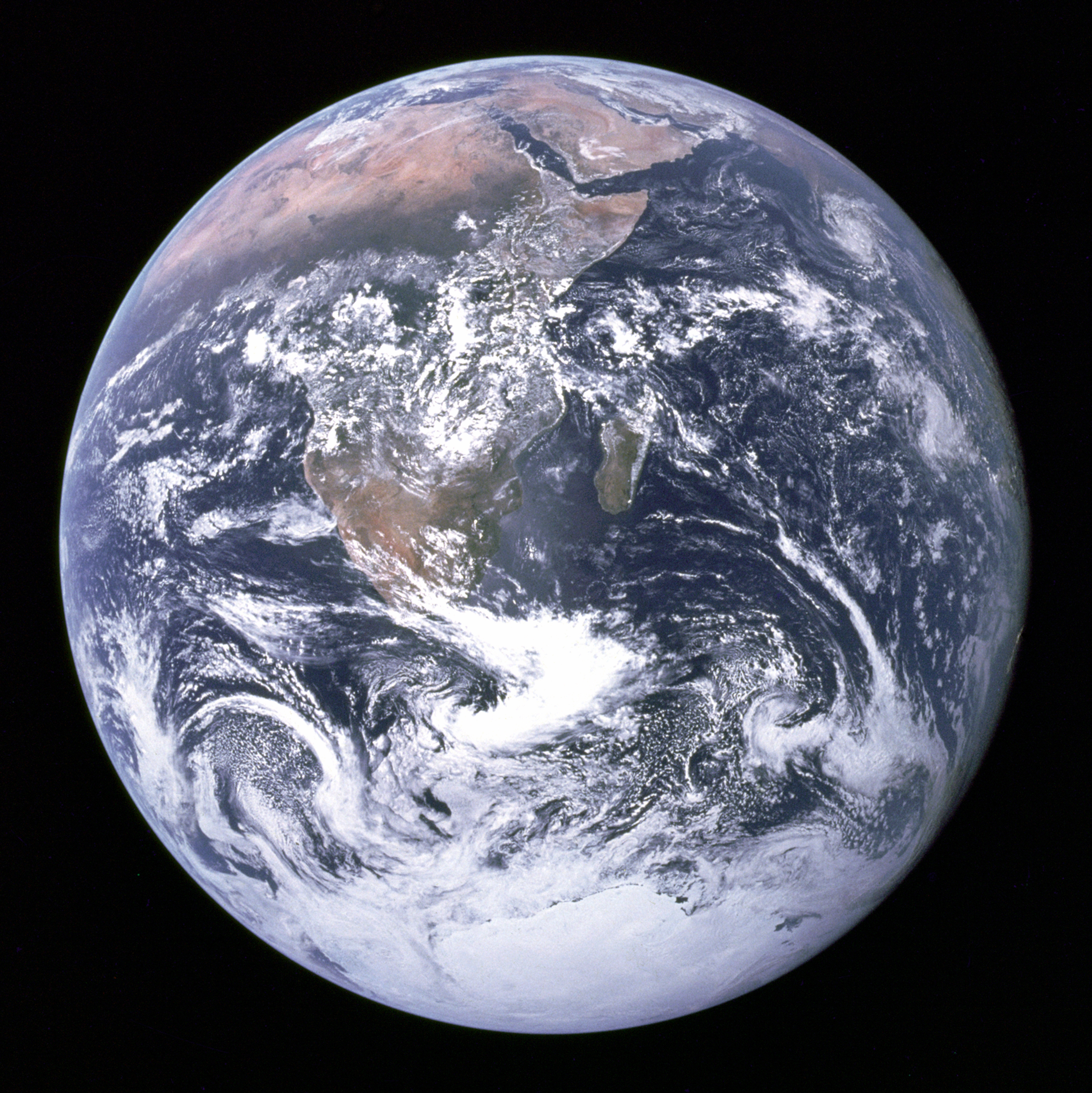
Las Ciencias Ambientales se encargan del estudio de las interacciones entre el ser humano y los sistemas naturales bajo una perspectiva global.

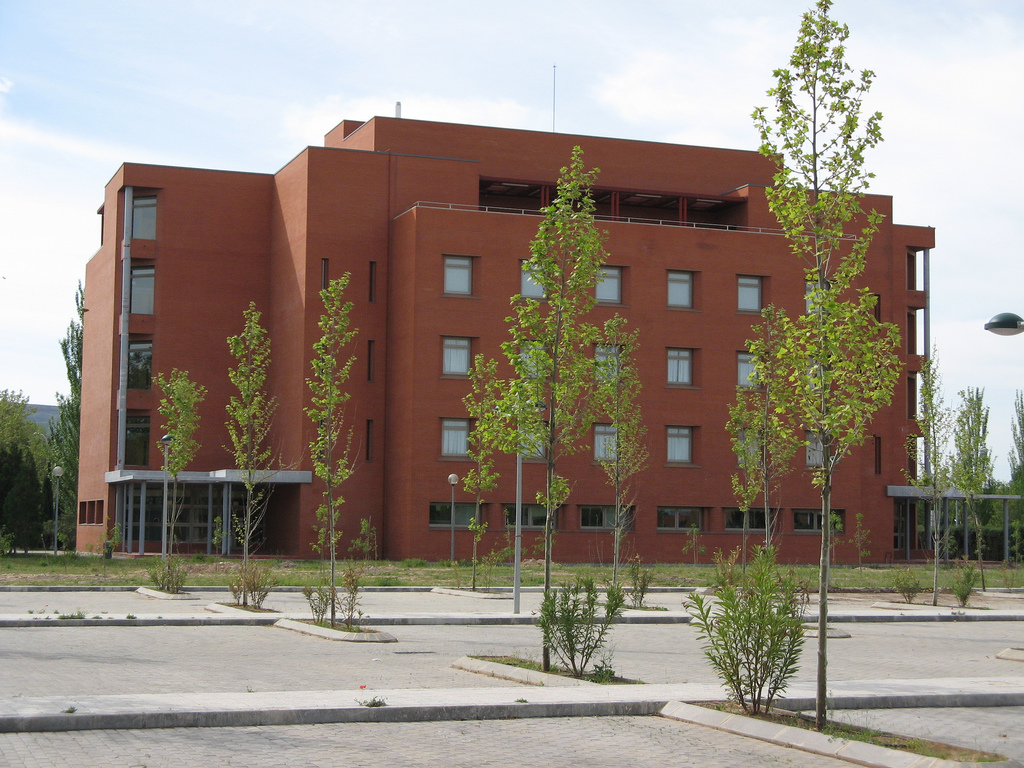
Facultad de Ciencias Ambientales (UAH).

Las ciencias ambientales  son una disciplina científica y técnica interdisciplinaria cuyo principal objetivo es buscar y conocer las relaciones que mantiene el ser humano consigo mismo y con la naturaleza. Implica un área de estudio multidisciplinar que abarca distintos elementos como el estudio de problemas ambientales y la propuesta de modelos para el desarrollo sostenible.

## Espectro laboral
Los titulados en ciencias ambientales pueden recibir recibir el nombre de ambientólogos. Debido a la multidisciplinaridad de las ciencias ambientales, el ejercicio de su profesión puede abarcar un amplio espectro laboral:
- Depuración y tratamiento de aguas.
- Control y tratamiento de emisiones a la atmósfera.
- Control de la calidad del aire
- Consultor ambiental
- Elaboración de autorizaciones y licencias ambientales
- Elaboración de memorias de sostenibilidad
- Implantación de Agendas 21 local, ODS...
- Gestión de residuos peligrosos y no peligrosos
- Diseño y gestión de plantas de residuos
- Implantación de sistemas de control de contaminantes
- Control y tratamiento de suelos contaminados.
- Derecho Ambiental (europeo, estatal y autonómico).
- Evaluación de impacto ambiental (EIA)
- Gestión de espacios naturales protegidos.
- Gestión y conservación de la biodiversidad (flora y fauna).
- Inventarios y catálogos ambientales.
- Diseño de planes técnicos de caza.
- Implantación de sistemas de responsabilidad social corporativa.
- Instalaciones de aislamiento acústico.
- Mejora de las prácticas agropecuarias.
- Confección de mapas de riesgos y peligros.
- Auditorías medioambientales.
- Diseño de sistemas integrados de gestión (ISO 14001, ISO 9001, prevención de riesgos laborales, etc.).
- Educación ambiental.
- Gestión de residuos.
- Biorremediación.
- Peritajo ambiental.
- Técnico de medio ambiente.

Si bien estas tareas pueden ser también desempeñadas por especialistas de distintos ámbitos, el ambientólogo se caracteriza por presentar la preparación para afrontarlas de manera conjunta e integrada, teniendo en cuenta siempre los diferentes puntos de vista. El ambientólogo debe tener una visión del planeta que le permita desempeñar un papel predominante en todo lo referido a las políticas de desarrollo sostenible, integrando en la medida de lo posible las actividades en el medio natural [cita requerida].